# فروهناو
فروهناو (به آلمانی: Berlin-Frohnau) یک منطقهٔ مسکونی در آلمان است که در Reinickendorf واقع شده‌است. فروهناو ۱۷٬۰۲۵ نفر جمعیت دارد.